# Вольдино (сельское поселение)
Вольдино — административно-территориальная единица (административная территория село с подчинённой ему территорией) и муниципальное образование (сельское поселение с полным официальным наименованием муниципальное образование сельского поселения «Вольдино») в составе муниципального района Усть-Куломского в Республике Коми Российской Федерации.
Административный центр — село Вольдино.

## История
Статус и границы административной территории установлены Законом Республики Коми от 6 марта 2006 года № 13-РЗ «Об административно-территориальном устройстве Республики Коми».
Статус и границы сельского поселения установлены Законом Республики Коми от 5 марта 2005 года № 11-РЗ «О территориальной организации местного самоуправления в Республике Коми».

## Население
| 2010 | 2011 | 2012 | 2013 | 2014 | 2015 | 2016 |
| ---- | ---- | ---- | ---- | ---- | ---- | ---- |
| 983  | ↗987 | ↘974 | ↘943 | ↘924 | ↘893 | ↘880 |
| 2017 | 2018 | 2019 | 2020 | 2021 |      |      |
| ↗888 | ↘881 | ↘869 | ↘864 | ↘823 |      |      |

## Состав
Состав административной территории и сельского поселения:
| № | Населённый пункт | Тип населённого пункта       | Население |
| - | ---------------- | ---------------------------- | --------- |
| 1 | Вольдино         | село, административный центр | 256       |
| 2 | Пузла            | деревня                      | 317       |
| 3 | Ягкедж           | посёлок                      | 410       |